# Спас На Сози
Спас На Сози — деревня в Калининском районе Тверской области. Относится к Каблуковскому сельскому поселению.

## География
Расположена в 53 км к северо-востоку от Твери на берегу реки Созь, рядом с деревней Быково.

## История
В XIV—XV веках на этом месте находился монастырь Спасский на Сози (или на Зьзях), приписанный к тверскому Отрочу монастырю. В XIX веке — Спасский погост Корчевского уезда Тверской губернии.

## Население
| 1859 | 2002 | 2010 |
| ---- | ---- | ---- |
| 15   | ↘2   | ↘1   |

## Достопримечательности
- Каменная Преображенская церковь (1835 год). В настоящее время от церкви сохранились трапезная с двумя крупными приделами и стройная столпообразная колокольня.[[File:Церковь Преображения Господня на Спасском погосте.jpg]]

- Здесь находилась Преображенская (впоследствии — Вознесенская) церковь погоста Спас-на-Сози, памятник деревянного зодчества, срублена в 1732 году[4]. В 1975 году церковь перевезена в Архитектурно-этнографический музей под открытым небом в деревне Василёво Торжокского района. Реставрирована в 1975-77 годах.